# Ato da República da Irlanda (1948)
O Ato da República da Irlanda de 1948 é um acto do Oireachtas, que declarou que o Estado, Irlanda, é uma república e que o Presidente da Irlanda tem autoridade executiva sobre o Estado ou as suas relações externas. É revogada a Lei das Relações Externas, de 1936, que declarava que Eduardo VIII do Reino Unido, e seus sucessores, deviam exercer essa autoridade. Como consequência, o Estado deixou de ser um Domínio da Coroa britânica.
O Ato declara que o nome do Estado é República da Irlanda (ou Poblacht na hÉireann, em irlandês) e que o presidente, com o apoio do governo, tem poder executivo absoluto no Estado. A lei foi promulgada em irlandês e inglês, mas como acontece sempre no Direito irlandês, é a versão irlandesa que importa. O acordo foi assinado pelo Presidente da Irlanda em 21 de dezembro de 1948 e entrou em vigor em 18 de abril de 1949.